# Filip Stanisavljević
Filip Stanisavljević (Pozsarevác, 1987. május 20. –) szerb labdarúgó, középpályás.

## Pályafutása
A FK Metalac, majd 2009–2012 között az FK Javor Ivanjica labdarúgója volt. 2012–2015 között az Újpest FC játékosa volt, ahol egy magyarkupa-győzelmet ért el az a csapattal. 2015–2018 között a görög AÓ Plataniá labdarúgója volt.

## Sikerei, díjai
Újpest FC
- Magyar kupa győztes: 2013–14
- Magyar szuperkupa győztes: 2014